# Yvonne Conte
Pour les articles homonymes, voir Conte (homonymie) et Bonzon.
Yvonne Conte, dite Conte-Bonzon après son mariage, née le 6 février 1893 à Paris et morte le 3 septembre 1959 à Toulon, est une escrimeuse française pratiquant le fleuret.

## Vie privée
Berthe Yvonne Conte est née le 6 février 1893 rue Rennequin (17e arrondissement de Paris). Son père Charles François Conte (1857-1924) est photographe et sa mère Marguerite Cléophas Faubert (1856-1917) blanchisseuse.
Le 4 décembre 1924, à Paris, Yvonne Conte épouse Alexandre Étienne Bonzon. Peut-être s'agit-il de l'escrimeur Bonzon, affilié comme elle à la salle Bergès, qui remporte le challenge des corporations, section « finances », en 1926. Yvonne Conte est dite « sans profession » à son mariage.
Elle meurt à Toulon le 3 septembre 1959.

## Carrière sportive
Yvonne Conte, gauchère, est élève du maître d'armes Alexandre Bergès qui la présente au public lors d'une démonstration au Luna Park en 1922. Elle s'entraîne salle Bergès et salle Flacher dans les années 1920, puis est affiliée à la salle Bourdon (maître Laurent Bourdon) dans les années 1930.
La fleurettiste remporte le tournoi de Chatou en juillet 1924.
Yvonne Conte fait partie des tireuses sélectionnées en fleuret pour les Jeux olympiques d'été de Paris en 1924, aux côtés de Marcelle Bory, Lucie Prost et Fernande Tassy. Elle est éliminée lors des phases de poule de la compétition qui se déroule au vélodrome d'hiver et qui est remportée par la Danoise Ellen Osiier.
Elle participe aux championnats de France d'escrime en 1932 (élimination en phase de poule) et en 1934 (abandon en phase finale).